# Briana Corrigan
Briana Corrigan (geboren am 30. Mai 1965 in Belfast) ist eine nordirische Sängerin. Sie war von 1988 bis 1994 die Leadsängerin von The Beautiful South.

## Karriere
Anfänge
Corrigan spielte in ihrer Jugend Klavier und Blasinstrumente und war Fan von The Undertones und ABBA. Als ihr Bruder jedoch ablehnte sie in seiner Band aufzunehmen, wandte sie sich dem Theaterspielen zu. Ab 1983 studierte sie darstellende Kunst in Newcastle, wo sie sich 1987 der Band Anthill Runaways als Sängerin anschloss.
The Beautiful South
Go! Discs, die die Anthill Runaways unter Vertrag nehmen wollten, nachdem sie eine Demo-Kassette von der Band bekamen, machten Corrigan 1988 das Angebot, nach Hull zu kommen und mit Paul Heaton und Dave Hemingway von The Beautiful South zu singen. Kurz darauf wurde sie gebeten, mit der gerade gegründeten Band nach Mailand zu reisen, um bei den Aufnahmen für ihr Debütalbum Welcome to the Beautiful South zu helfen. 1990 wurde Corrigan zum regulären Band-Mitglied. An der Seite von Dave Hemingway sang sie auf der einzigen Nummer-1-Single der Band in den britischen Singles-Charts, A Little Time. Ihre Zeit mit der Band gipfelte in einem der sich am schnellsten verkaufenden britischen Alben der Geschichte, Carry on up the Charts: The Best of the Beautiful South.
Nachdem sie auf drei Alben mitgewirkt hatte, verließ Corrigan die Band September 1994, um eine Solokarriere zu starten. Der Grund für diese Entscheidung war der Wunsch, ihre eigene Arbeit aufzunehmen, und zum Teil auch ethische Bedenken gegen einige von Heatons Texten, insbesondere gegen Songs wie „36D“, in denen britische Glamour-Models und die Industrie, die sie beschäftigten, kritisiert wurden. Hemingway bemerkte später: „Wir sind uns alle einig, dass wir die Medien als sexistisch hätten anprangern sollen, anstatt den Mädchen die Schuld dafür zu geben, dass sie ihre Oberteile ausziehen“.
Solo-Karriere
Nachdem Corrigan die Band verlassen hatte, tat sie sich wieder mit dem Produzenten Mike Hedges zusammen, der die ersten beiden Beautiful South-Alben produziert hatte, und nahm 1996 das von der Kritik gefeierte Soloalbum When My Arms Wrap You Round für East West Records auf. Die erste Single, Love Me Now, erreichte Platz 48 der UK Singles Chart. Dies war die einzige Single, die veröffentlicht wurde, da Corrigan und ihre Plattenfirma sich einige Monate nach der Veröffentlichung des Albums trennten.
Nach ihrem Master-Abschluss  in Kreativem Schreiben an der Queens University, Belfast, mit Auszeichnung war sie auf der Kinoleinwand und auf der Bühne zu sehen, wo sie unter anderem an der ersten irischen Tournee von „Mum's The Word“ mitwirkte – einem West End-Hit, der von dem Magazin Stage als „eine wahnsinnig lustige Darstellung der Mutterschaft, die niemand verpassen sollte“ beschrieben wurde. Sie wandte sich auch als Autorin dem Theater zu, was dazu führte, dass sie den Auftrag erhielt, ihr erstes Stück, “The Scarlet Web”, zu schreiben.
2012 veröffentlichte sie ihr zweites Album Red Bird.
Bis Oktober 2022 unterrichtete sie Gesang an der British School al Khubairat in Abu Dhabi, wo sie lebt und als Kreativtrainer arbeitet. Corrigan ließ sich 2002 zur Kreativtrainerin ausbilden, als ihr klar wurde, dass sich die Betreuung einer jungen Familie und Tourneen nicht miteinander vereinbaren lassen. Sie wurde von Arts & Business ausgebildet, einem der weltweit führenden Experten für Kollaborationen zwischen Kunst und Wirtschaft. Als freiberufliche Trainerin hat sie u. a. Price Waterhouse Cooper, The Open University, The Grand Opera House, Belfast, und eine Reihe von der britischen Regierung geförderter Initiativen zur Zusammenarbeit von Schulen, Unternehmen und Kunst betreut.

## Diskografie
Mit The Beautiful South
- Welcome to the Beautiful South (1989)
- Choke (1990)
- 0898 Beautiful South (1992)

Soloalben
- When My Arms Wrap You Round (1996)
- Red Bird (2012)